# 202790 Babits
202790 Babits este o planetă minoră (asteroid) din centura de asteroizi. A fost descoperită pe 25 august 2008 la Piszkéstetői Obszervatórium⁠(d) de Krisztián Sárneczky⁠(d). 
Obiectul prezintă o orbită caracterizată de o semiaxă mare de 2,4407968905252 UAi, o excentricitate de 0,10354063575772, o înclinație de 8,3559286833479 ° în raport cu ecliptica.